# 牛瘟
牛瘟是由牛瘟病毒引起的一种急性、烈性、败血性传染病，在临床上主要以黏膜炎性坏死性变化为特征，具有高发病率和高死亡率的特点。世界动物卫生组织将其列为须报告传染病。

## 症状
牛瘟在临床上可见口腔、消化道黏膜等出现坏死、糜烂等表现。由于病毒及其产物对神经系统造成损害，也会表现出神经症状、稽留高热、呼吸困难等。几天后病牛就会死亡。
牛瘟与小反刍兽疫、牛恶性卡他热、牛传染性鼻气管炎等的临床表现相似, 通常需要进行血清学和病原学检测并结合流行病学特点才能最终确诊。

## 传播途径
在自然条件下，牛属动物对牛瘟病毒最易感，山羊、绵羊、猪和野生偶蹄类动物也可感染。发病牛是牛瘟的重要传染源，其分泌物和排泄物中含有大量病毒，可经消化道或直接接触而感染。

## 疫情历史

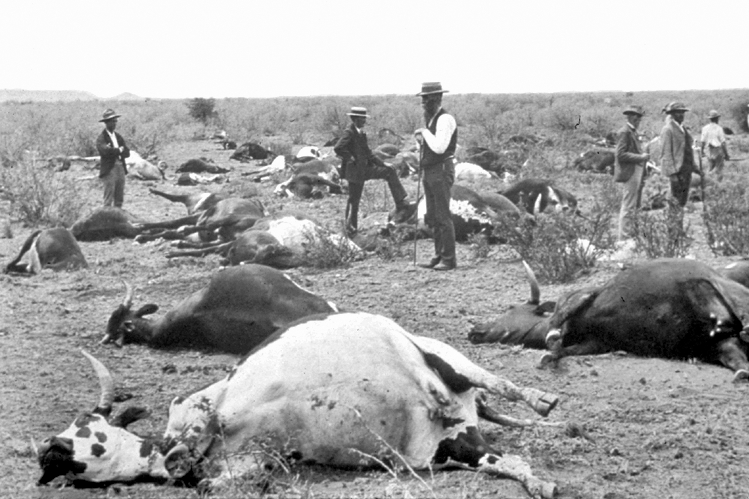
1896年在南非爆发的牛瘟

牛瘟是家畜中最古老的传染病之一，据考证，大约5000年前就有牛瘟流行。自9世纪起，牛瘟就在欧洲南部和西部流行，18世纪中已经遍及欧洲大陆和非洲大陆，曾导致欧洲2亿头牛死亡。1920年该病传入比利时，为了协调动物传染病的防控和提高研究水平，成立了世界动物卫生组织的前身——国际兽疫局。

## 防控措施
世界动物卫生组织和联合国粮农组织一直致力于在全球范围内消灭牛瘟。1993年制定了“牛瘟流行病学监测推荐标准”，并写入《国际动物卫生法典》。在该标准中规定了“牛瘟感染”、“无牛瘟”、“无牛瘟感染”等3种不同阶段的认证条件和相关要求。截至2002年，全球已有85个国家被认证为“无牛瘟感染国家”或无“牛瘟国家”。
最後一個牛瘟病例在2001年被確認，2010年10月14日，联合国粮食及农业组织宣布這種病毒已經絕跡。這是自天花絕跡以來，人類史上第二次消滅病毒性疾病，被形容是獸醫史上最大的成就之一。